# Ugo Cerletti
Ugo Cerletti (* 26. September 1877 in Conegliano; † 25. Juli 1963 in Rom) war ein italienischer Psychiater und Neurologe. Er wandte in Zusammenarbeit mit seinem Assistenten Lucio Bini 1938 als erster die Elektrokonvulsionstherapie beim Menschen zur Behandlung von Psychosen an.

## Leben

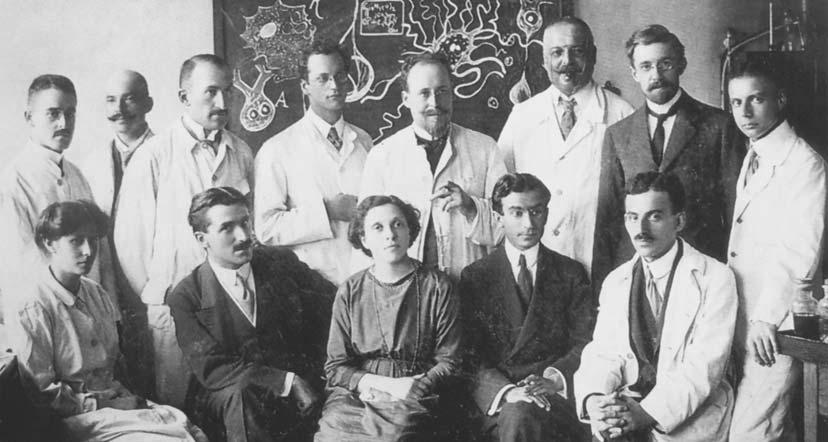
Alois Alzheimer mit den Mitarbeitern seines Labors in München (1909/10). Ugo Cerletti (1. Reihe, 2. v. links)

Der Sohn eines Önologen studierte ab 1895 Medizin in Rom und ab 1896 in Turin. In Turin entwickelte er sein Interesse für die Pathologie des Nervensystems. 1898 kehrte er nach Rom zurück, wo er im neuroanatomischen Labor von Giuseppe Mingazzini arbeitete. 1900 studierte er in Heidelberg bei Emil Kraepelin und Wilhelm Erb und arbeitete mit Franz Nissl zusammen. 1901 promovierte Cerletti in Rom. Anschließend wurde er Assistent von Ezio Sciamanna an dessen Klinik, wo er ein Labor für pathologische Anatomie aufbaute. Auf Anregung von dessen Nachfolger Augusto Tamburini studierte Cerletti noch einmal in München bei Kraepelin und Alois Alzheimer. Weitere Studienaufenthalte führten Cerletti auch nach Paris zu Pierre Marie und Ernest Dupré. 1906 wurde er in Rom zum Privatdozenten ernannt. Mit Unterstützung Tamburinis wurde er 1907 nach dem Vorbild der deutschen Prosektur preparatore an der römischen psychiatrischen Klinik.
Im Ersten Weltkrieg meldete sich Cerletti als überzeugter Kriegsbefürworter nach dem italienischen Kriegseintritt im Mai 1915 als Freiwilliger. Als Hauptmann in einer Sanitätseinheit des 6. Alpini-Regiments war er zunächst an der Ortler- und später an der Dolomitenfront im Bereich der Drei Zinnen eingesetzt. Während seiner Kriegszeit befasste er sich mit Dingen, die ihn in militärischen Kreisen bekannt machten. So führte er bei den Alpini die weißen Tarnüberzüge für den Gebirgskrieg in Schnee und Eis ein. Bekannt wurde er aber insbesondere durch die Arbeit an einem Verzögerungszünder für Artilleriegranaten, der die Geschosse Minuten und sogar Stunden nach dem Abschuss hinter den gegnerischen Linien zur Explosion brachte. Die Verzögerung wurde dabei durch die langsame Zersetzung einer aus organischen Materialien bestehenden Membran mittels säurehaltiger Flüssigkeit erreicht, die den Schlagbolzen des Zünders auslöste. Die Idee wurde 1917 einer technischen Kommission in Rom vorgestellt. Nach weiteren Experimenten und Abstimmungen konnte 1918 der Zünder in die Serienproduktion gehen und gelangte zu Ende des Krieges an die Front, kam aber vor Kriegsende nicht mehr zum Einsatz. Nachdem ihm auch eine offizielle Anerkennung versagt geblieben war, wandte sich Cerletti daraufhin enttäuscht wieder der Medizin zu. Seine Arbeit an dem Verzögerungszünder hielt er in einer tagebuchähnlichen Aufzeichnung (Scoppio differito) fest, die posthum 1977 veröffentlicht wurde.
Von 1919 bis 1924 leitete Cerletti das neurobiologische Institut der Psychiatrischen Klinik von Mombello bei Mailand. Ab 1925 wirkte er als Professor für Psychiatrie und Klinikleiter in Bari, ab 1928 in Genua. 1935 wurde er Direktor der Abteilung für psychische und neurologische Erkrankungen der Universität La Sapienza in Rom. 1943 wurde Cerletti in der Sektion Psychiatrie, Medizinische Psychologie und Neurologie zum Mitglied der Leopoldina gewählt. Während des Zweiten Weltkriegs haderte Cerletti mit der schlechten Versorgungslage in seiner Klinik und lehnte Vorträge ab. Nachdem er zuvor mit dem Faschismus sympathisiert und auch für die faschistische Zeitschrift Gerarchia geschrieben hatte, wurde er 1946 Stadtrat in Rom und schloss sich 1948 der Fronte Democratico Popolare, einem Bündnis von Kommunisten und Sozialisten an. 1947 wurde ein Studienzentrum für die Physiopathologie des Elektroschocks für ihn eingerichtet, an dem er nach seiner 1948 erfolgten Emeritierung weiterarbeitete. Er erhielt Ehrendoktorwürden der Universitäten Sorbonne (1950), São Paulo, Rio de Janeiro (1953) und Montreal (1961) und wurde zweimal für den Nobelpreis für Medizin vorgeschlagen.

## Entwicklung der Elektrokonvulsionstherapie
Cerletti führte Studien zur Rolle des Hippocampus bei der Epilepsie durch. Dazu provozierte er ab 1933 bei Hunden Krampfanfälle durch elektrischen Strom. Das Verfahren an sich war nicht neu und endete für die Versuchstiere oft tödlich. Von seinem Assistenten Lucio Bini (1908–1964) ließ Cerletti 1936 elektrische Geräte konstruieren, die für die Tiere ungefährlicher waren und mit denen sich die Gabe von Elektrizität besser kontrollieren ließ. Als 1935 Forschungen von Ladislas J. Meduna bekannt wurden, dass man mit durch Kampfer ausgelösten Krämpfen Schizophrenie behandeln könne, kam Cerletti auf die Idee, dass die Anfälle auch mit Strom zu provozieren wären, ohne dass die Patienten an den Nebenwirkungen der Medikamentengabe leiden müssten.
Nachdem sich Cerletti und seine Mitarbeiter über die seinerzeit neue Insulinschocktherapie Manfred Sakels und Medunas Cardiazol-Krampf-Therapie informiert hatten, besuchten sie Schlachthöfe in Rom. Hier stellten sie fest, dass Schweine dort mit Elektrizität nicht getötet, sondern betäubt wurden, was zur Bewusstlosigkeit und zu einem generalisierten epileptischen Anfall führte. Sie versuchten dabei die Stärke zu bestimmen, ab welcher elektrischer Strom tödlich sein würde.

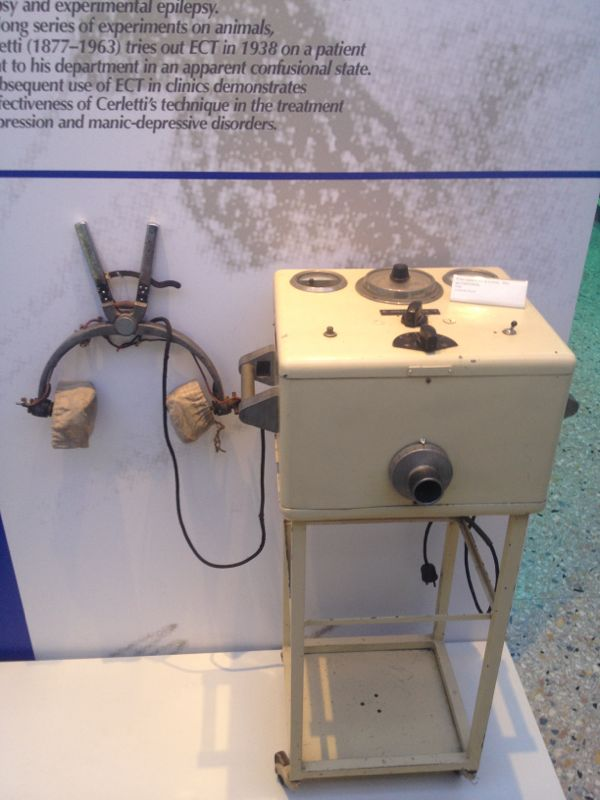
Cerlettis und Binis Apparat zur Verabreichung von Elektroschocks

Am 11. April 1938, ab 11:15 Uhr, führte Cerletti in Rom die erste Elektrokonvulsionstherapie an einem Menschen, dem an Schizophrenie erkrankten Patienten Enrico X, durch. Es handelte sich um einen von der Polizei als Landstreicher aufgegriffenen Mann, der nach Aussagen von Augenzeugen sich nicht verständlich ausdrücken konnte. Aus Furcht, der Patient könnte zu Tode kommen, wurde der erste Versuch unter Geheimhaltung in einem abgelegenen Behandlungszimmer durchgeführt. Dabei wurde über am Schädel platzierte Elektroden dreimal für unterschiedlich lange Intervalle Strom mit 80 Volt Spannung verabreicht. Anders als es Cerletti in späteren Veröffentlichungen beschrieb, erzielte dieser erste Versuch nicht das gewünschte Ergebnis. Augenzeugen berichteten aber, dass Enrico X nach den ersten Anwendungen seinen ersten zusammenhängenden Satz sprach, indem er darum bat, mit der Behandlung aufzuhören. Cerletti habe trotzdem eine Fortsetzung mit höherer Stromstärke angeordnet. Ein Krampfanfall wurde aber nicht ausgelöst, und der Patient blieb bei Bewusstsein. Am 20. April 1938 wurde die Behandlung mit höherer Stromstärke wiederholt. Diesmal wurde ein Anfall provoziert. Bis Mai 1938 wurde der Patient X insgesamt 11-mal der Behandlung unterzogen, die Cerletti selbst als „Elektroschock“ bezeichnete. Am 28. Mai 1938 stellte Cerletti den Patienten und die neue Therapie der Fachöffentlichkeit vor. Enrico X wurde am 17. Juni 1938 als deutlich gebessert entlassen. Weitere Versuche an 36 Patienten führten nach Cerlettis Mitteilung dazu, dass elf geheilt und 20 eine erhebliche Besserung erfahren hätten.
Im Juli 1938 wurde in Zusammenarbeit mit der Mailänder Firma Arcioni und mit Bini als Patenthalter ein Gerät für die Elektrokonvulsionstherapie bis zur Serienreife gebracht. Da es sich um eine Therapie handelte, die wesentlich zuverlässiger und kostengünstiger zur Krampfauslösung führte als andere Verfahren, fand die Elektrokonvulsionstherapie in Italien schnell Verbreitung und löste die pharmakologische Krampftherapie weitgehend ab. In den Vereinigten Staaten machte Cerlettis Assistent Lothar Kalinowsky, der 1938 vor den italienischen Rassegesetzen emigriert war, die neue Therapie bekannt. Außerhalb Italiens wurde sie zunächst im Spätsommer 1939 von Max Müller im schweizerischen Münsingen angewandt. In Deutschland gehörten noch im selben Jahr Friedrich Meggendorfer in Erlangen und Anton von Braunmühl in Eglfing-Haar zu den Pionieren.
Bis 1940 gelangte Cerletti zu der Erkenntnis, dass die Therapieergebnisse bei depressiven Erkrankungen noch besser seien als bei psychotischen. Er selbst war nicht ganz von der Elektrokrampftherapie überzeugt. Er suchte später nach Wegen, Krämpfe ohne die Gabe von Elektrizität zu provozieren und traf Aussagen, dass die Elektrokrampftherapie grausam sei. Auch fürchtete er, dass die leichte Verfügbarkeit und die günstigen Kosten der Elektrokonvulsionstherapie zu einem leichtfertigen Umgang damit führen würden. Grundsätzlich glaubte er, dass die Behandlung dynamische biochemische und endokrinologische Prozesse im Zwischenhirn auslöse, die nicht durch die verabreichte Elektrizität, sondern durch das anschließende Koma bedingt würden. Die Besserung des psychischen Krankheitszustandes würde durch die dabei entstehenden Abwehrstoffe herbeigeführt, die er „Akroagonin/Acroagonine“ nannte. Zum Nachweis seiner Theorie führte er Forschungen durch, bei denen er Schweine starken Elektroschocks aussetzte und Patienten Emulsionen injizierte, die aus den Gehirnen dieser Schweinen hergestellt worden waren. Die therapeutischen Ergebnisse blieben allerdings hinter denen der Elektrokonvulsionstherapie zurück, und die „Acroagonine“ ließen sich chemisch nicht isolieren.
Kritiker der Elektrokonvulsionstherapie haben sie als faschistisch charakterisiert, während Befürworter argumentieren, dass die Therapie sich weltweit durchgesetzt habe, spreche für ihre Effektivität. Für die Psychiater Rudolf Meyendorf und Gabi Neundörfer beginnt die Geschichte der Elektrokrampftherapie nicht mit Cerlettis Therapieversuchen vom April 1938, sondern mit der ersten Auslösung eines Heilkrampfes bei Schizophrenen durch Ladislaus Meduna mit einer Kampferinjektion am 23. Januar 1934. Die Elektrokrampftherapie sei lediglich die Fortsetzung dieser Idee und Cerletti und Bini lediglich Wegbereiter einer neuen Methode gewesen, um einen epileptischen Anfall auszulösen. Das Verdienst Cerlettis sei es gewesen, die Elektrokrampftherapie erfolgreich angewandt und zu einer erfolgreichen Therapiemethode gemacht zu haben, auch wenn er Binis Verdienst heruntergespielt habe. Die Psychiatriehistoriker Edward Shorter und David Healy argumentieren, Cerletti habe nicht beansprucht, die Idee zu einer Konvulsionsbehandlung bei Schizophrenie gehabt zu haben. Cerletti habe vielmehr die Vision therapeutisch eingesetzter epileptischer Anfälle gehabt, die durch Strom ausgelöst werden könnten und den Mut, dies umzusetzen. Dies sei eher Cerlettis Verdienst gewesen als Binis. Da die Elektrokonvulsionstherapie auf inzwischen verworfenen Hypothesen beruht habe, etwa einem angenommenen biologischen Antagonismus zwischen Epilepsie und Schizophrenie, bezeichnet Jonathan Sadowsky ihre Entwicklung als ein Beispiel für zufälligen medizinischen Fortschritt.

## Schriften
- Sulle recenti concezioni dell’isteria e della suggestione a proposito di una endemia di possessione demoniaca. [Tip. operaia romana], [Roma] 1904.
- und Bruno Brunacci: Sulla corteccia cerebrale dei vecchi. Ricerche. Premiata tipografia Artigianelli, Foligno 1906.
- und Gaetano Perusini: L’endemia gozzo-cretinica nelle famiglie. Tipografia operaia romana cooperativa, Roma 1907.
- Die Mastzellen als regelmässiger Befund im Bulbus olfactorius des normalen Hundes. F. Bohn, Haarlem 1911.
- mit Augusto Murri: Über die traumatischen Neurosen. Vortrag, gehalten in der Associazione Sanitaria Milanese am 12. Februar 1912. Fischer, Jena 1913.
- Sulla struttura della nevroglia. R. Accademia dei Lincei, Roma 1915.
- Gaetano Perusini. Quindici anni di lavoro per la scienza nell’Italia prima della guerra. Cooperativa fra lavoranti tipografi, Reggio Emilia 1916.
- Contro un grave flagello d’Italia, l’endemia gozzo-cretinica. [S.n.], Roma 1922.
- La psichiatria tra i normali. Discorso. L’Edizione, Bari 1927.
- Speciali contributi bellici. P. Fiani, Roma 1928.
- Der erste Versuch mit Elektroschock. F. Hoffmann-La Roche & Co, Basel 1940?
- L’elettroshock. Poligrafica Reggiana, Reggio-Emilia 1940.
- Riassunto delle lezioni di clinica delle malattie nervose e mentali. Edizioni universo, Roma 1946.
- Erinnerungen an Franz Nissl. In: Münchener medizinische Wochenschrift ; Jg. 101, Nr. 51. 1959.
- Scoppio differito. Edizioni del Ruzante, Venezia 1977 (posthum).